# Cândido de Tebas
São Cândido (m. 287 dC) foi, de acordo com a lenda, um comandante da Legião Tebana. A Lenda de Ouro diz:
| “ | E o nobre Maurício era o duque desta legião sagrada e os que governavam sob seu comando, que levavam as bandeiras, eram chamados de São Cândido, São Inocente, São Exsuperius, São Vítor e São Constantino, todos eles capitães." | ” |
|   | — Lenda de Ouro |   |

## Vida e obras
Cândido foi senator militum de Maurício, ou seu principal oficial. Ele se opôs à Maximiano, que havia ordenado que praticassem rituais não-cristãos em seu nome, dizendo que "nós somos seus soldados, mas também somos servos do verdadeiro Deus. Não podemos renunciar Aquele que é nosso criador e mestre - e seu também, embora você O rejeite.".
Cândido, assim como muitos outros, foi martirizado na cidade suíça de Saint-Maurice-en-Valais, chamada na época de Agauno. Sua festa é celebrada em 22 de setembro.
As relíquias de Cândido estão preservadas num relicário do século VI dC na Abadia de Saint-Maurice d'Agaune. Lá também está um busto em prata de Cândido.

## Galeria

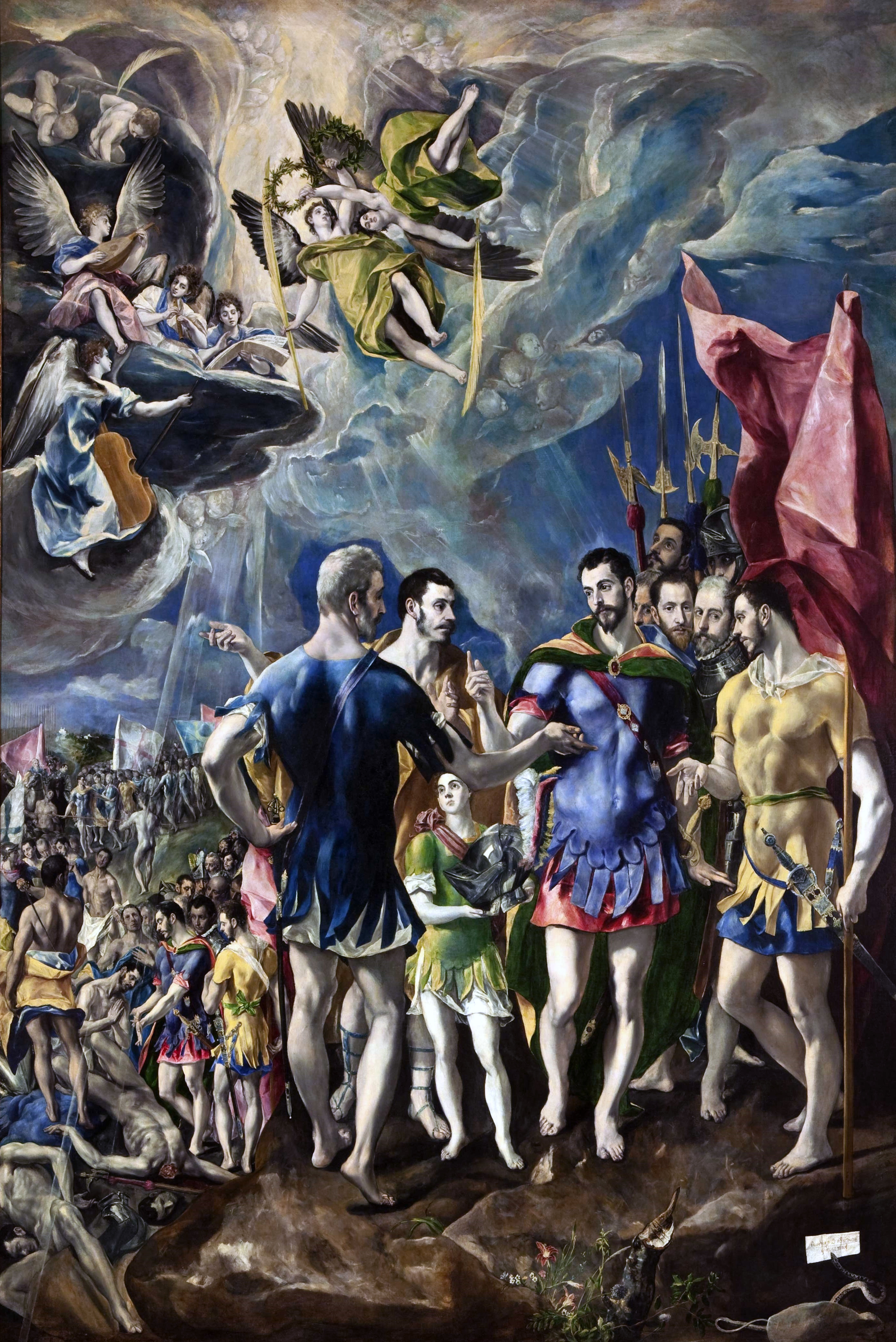
O martírio de São Maurício de El Greco. Uma das figuras na frente foi identificada como sendo São Cândido.